# Dirce solaris
Dirce solaris là một loài bướm đêm trong họ Geometridae.